# Bulb
|  | Per a altres significats, vegeu «Bulb (desambiguació)». |

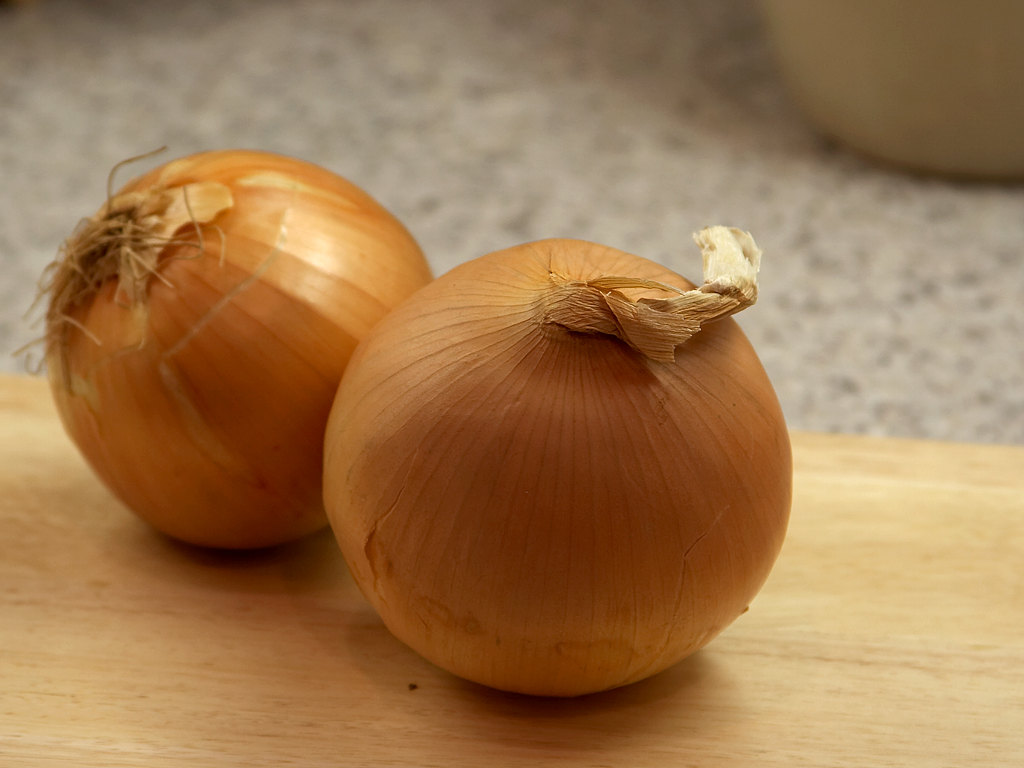
Bulbs de ceba

El bulb és un òrgan de determinades plantes (anomenades bulboses), generalment subterrani, format per fulles carnoses i una tija molt curta i del qual surten les arrels de la planta. Exemples de plantes bulboses són la ceba, l'all o la tulipa.

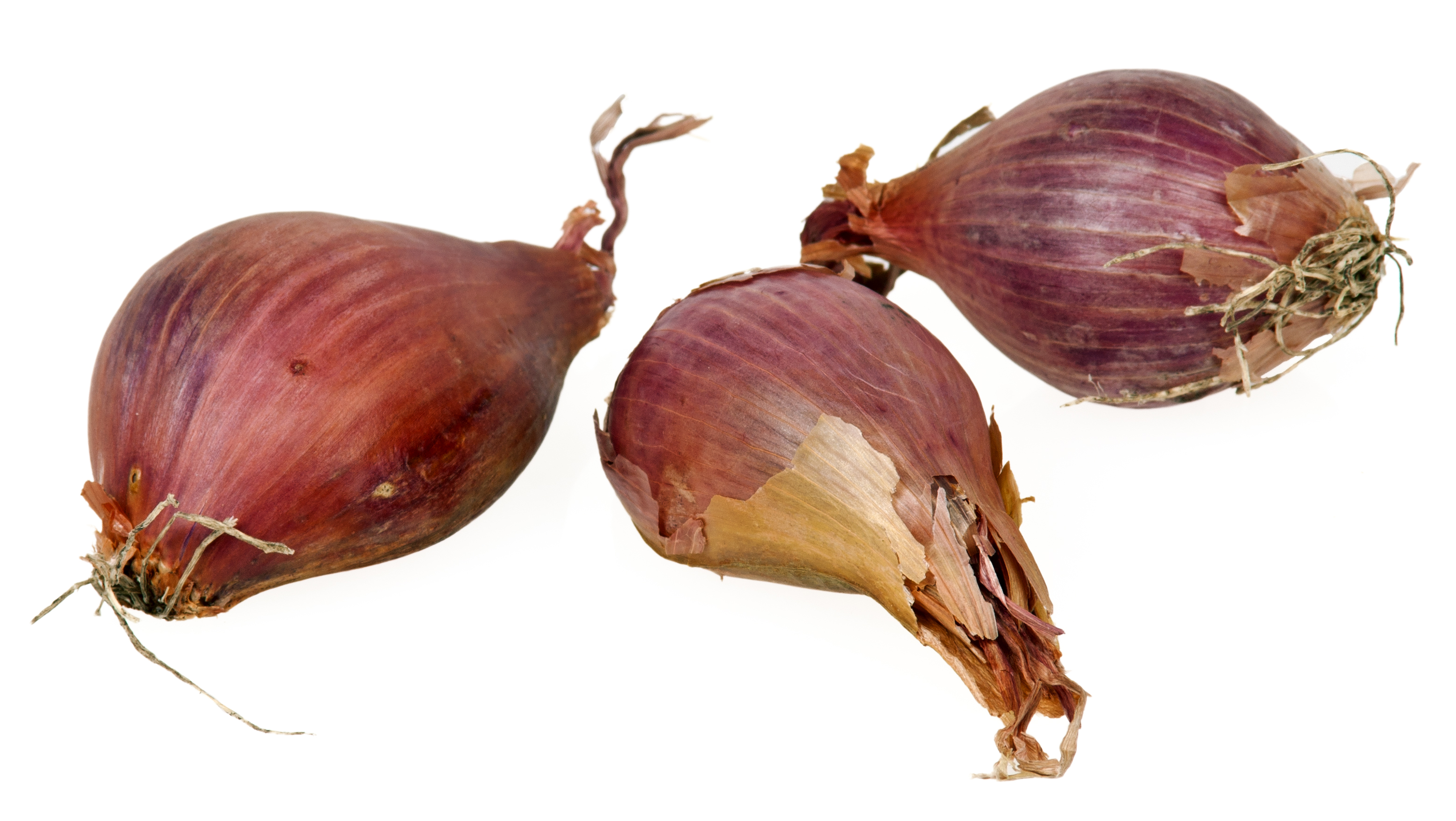
Bulbs d'escalunya

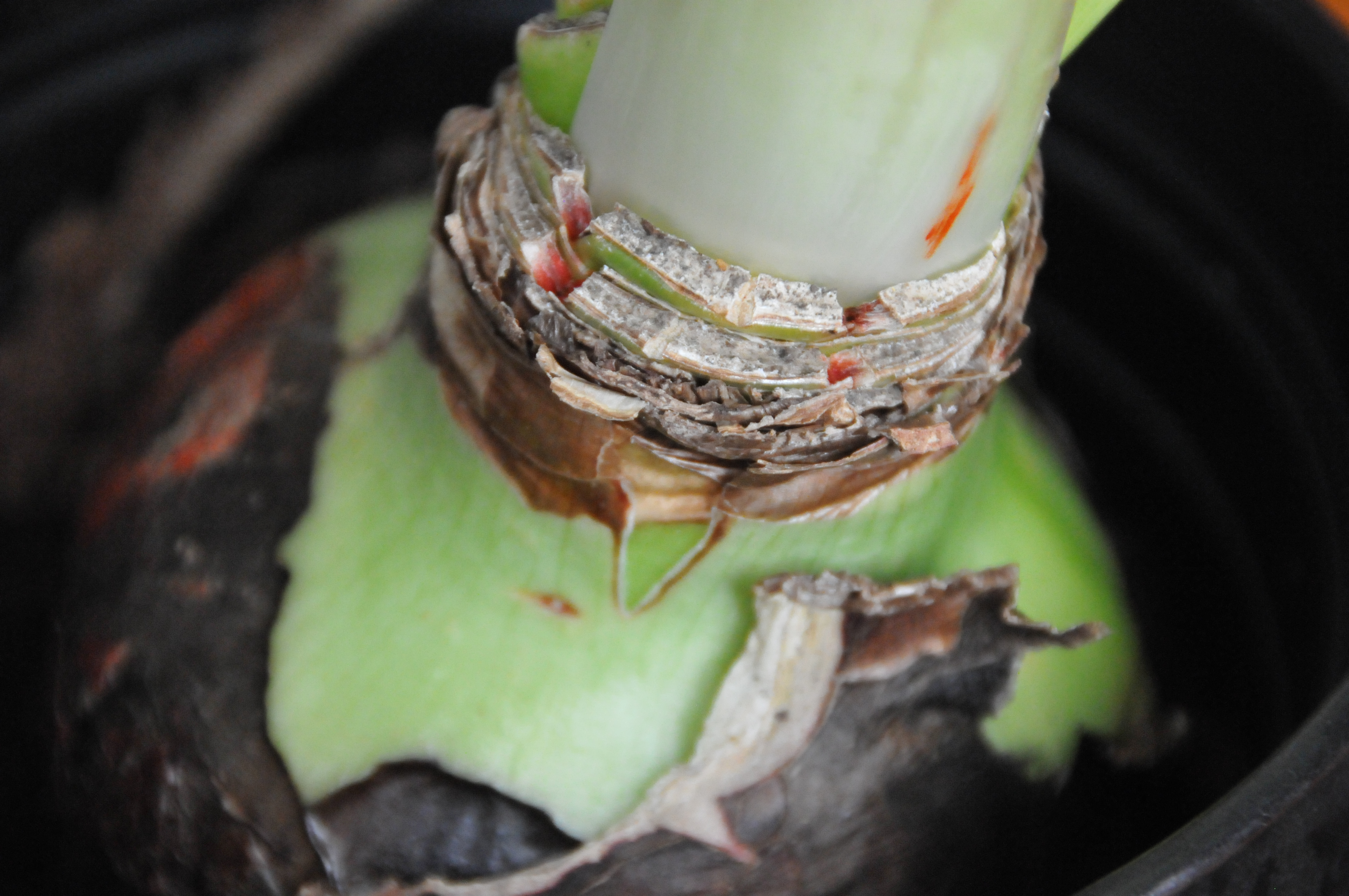
Bulb d'Amaryllis

Un bulb és una tija curta amb fulles carnoses o bases de fulles. Les fulles sovint tenen la funció d'òrgan d'emmagatzematge de nutrients durant la dormància de la planta.
Les fulles basals generalment no suporten fulles, però contenen reserves de nutrients per a permetre que la planta sobrevisqui a condicions adverses. Al centre del bulb hi ha un punt de creixement vegetatiu o un brot que florirà sense expandir. La base està formada per una tija, i el creixement de la planta ocorrerà des d'aquesta placa basal. Les arrels emergeixen des de la part de sota de la base i les noves tiges i les fulles des de la part superior. Els bulbs tunicats tenen escates exteriors membranoses que protegeixen la làmina d'escates carnoses. Les espècies dels gèneres Allium, Hippeastrum, Narcissus, i Tulipa totes tenen bulbs tunicats. Els bulbs no tunicats, com Lilium i Fritillaria, no tenen la túnica protectora i les seves escates estan més soltes.
Altres tipus d'òrgans d'emmagatzematge, com ara els corms, rizomes o tubercles, de vegades es consideren erròniament bulbs. Geòfit és el terme tècnic per a totes les plantes que formen òrgans d'emmagatzematge subterranis el qual inclou els bulbs i tubercles i corms. Algunes orquídies epífites formen pseudobulbs, que superficialment semblen bulbs.
Gairebé totes les plantes que formen bulbs veritables són monocotiledònies, i inclouen:
- La ceba, l'all, i altres del gènere Allia, dins la família Alliaceae.
- Moltes plantes de la família Liliaceae.
- Amaryllis, Hippeastrum, Narcissus, i alguns altres membres de la família Amaryllidaceae.
- Dos grups d'espècies del gènere Iris, de la família Iridaceae: subgènere Xiphium i subgènere Hermodactyloides.

Oxalis, de la família Oxalidaceae, és l'únic gènere d'eudicotiledònies que produeix bulbs veritables.
El bulb augmenta la seva mida fins a la florida i la planta floreix durant l'estadi reproductiu. Es necessiten certes condicions ambientals per activar la transició des d'un estadi al següent, com el canvi des del fred de l'hivern a la pujada de temperatures de la primavera.

## Bulbils
Algunes plantes formen petits bulbs a la seva axil·la foliar. Diversos membres de la família de la ceba, Alliaceae, com ara Allium sativum (all), formen bulbils en el seu capítol floral, de vegades junt amb les flors i de vegades en lloc de les flors. L'anomenada ceba d'Egipte ( Allium ×proliferum) forma petites cebes prou grosses per a ser conservades en vinagre.
Algunes falgueres, com Asplenium bulbiferum produeixen noves plantes a les puntes de les seves frondes, que de vegades reben el nom de bulbets.

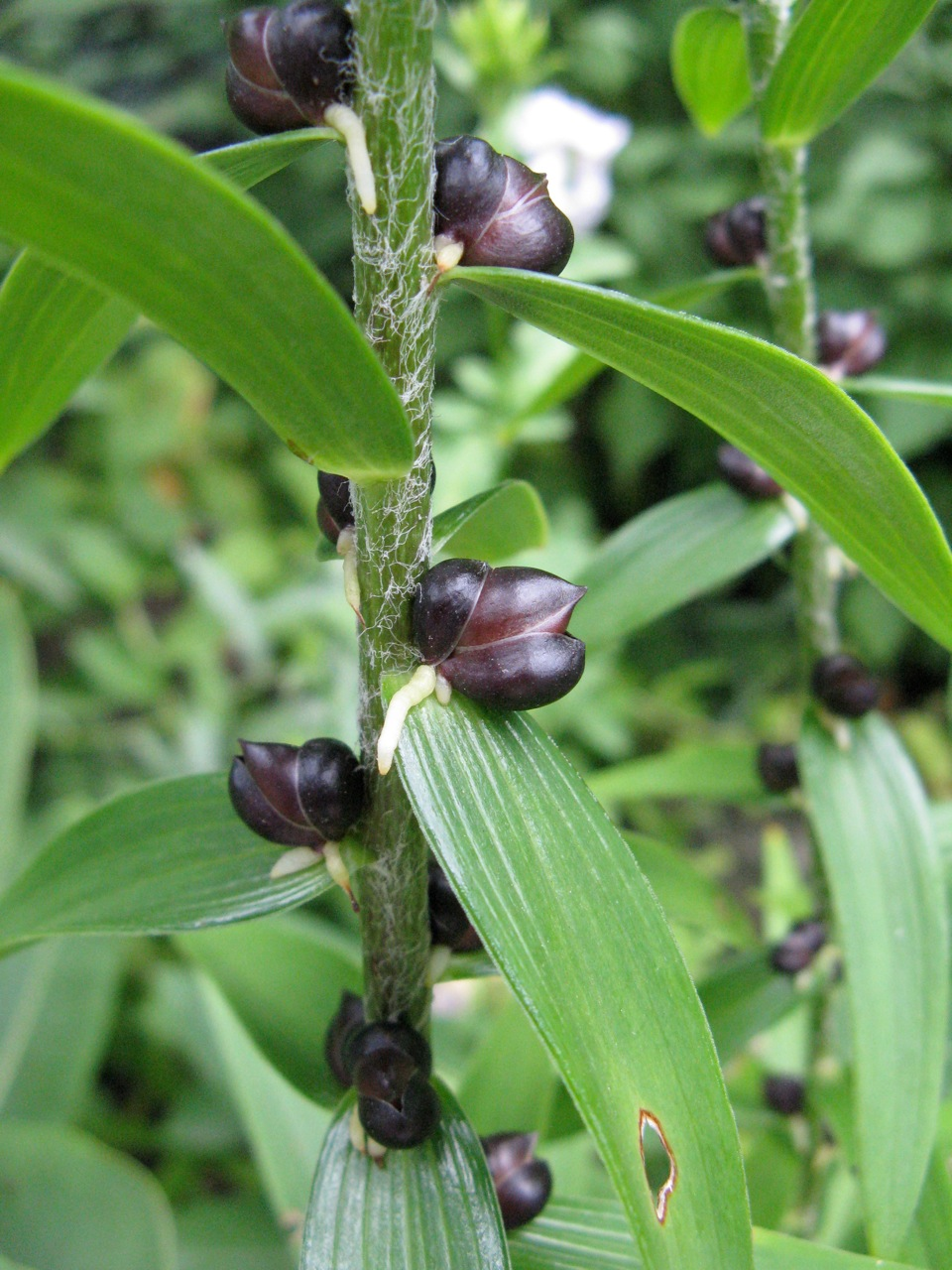
Bulbets de Lilium lancifolium
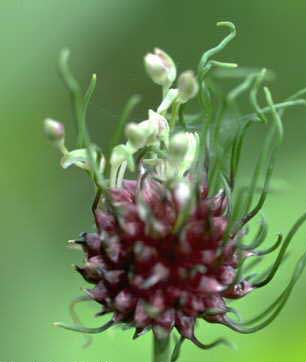
All silvestre (Allium vineale) amb bulbets
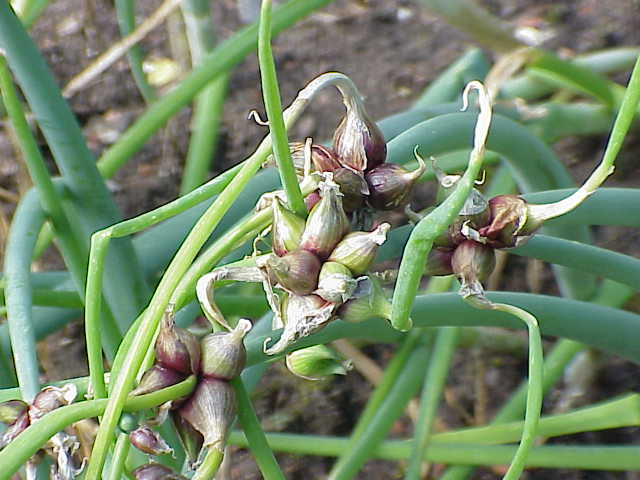
Allium fistulosum